# Kristin Chenoweth
Kristin Dawn Chenoweth (Broken Arrow, 24 luglio 1968) è una cantante e attrice statunitense, specializzata nel genere musical.
Nel 1999 ha vinto un Tony Award per la sua interpretazione di Sally Brown in You're a Good Man, Charlie Brown a Broadway, mentre nel 2003, dopo aver interpretato il ruolo di Glinda nel musical Wicked, ha ricevuto un ampio riscontro da parte della critica ed una seconda nomination ai Tony Award. 

## Biografia
Adottata ad appena 5 giorni dalla nascita, Kristin crebbe a Broken Arrow, la sua città natale, in Oklahoma. 
Frequentò la Oklahoma City University dove ottenne una laurea in musica (applicata alla recitazione in teatro), prima di divenire una maestra d'opera, studiando sotto l'istruttore Florence Birdwell. Vinse in seguito un "Miss OCU" e il concorso di Miss Oklahoma nel 1991. Per un certo periodo di tempo lavorò all'"Opryland USA", un parco di intrattenimento situato a Nashville.
Chenoweth vinse anche premi e competizioni guadagnando fama in ambito canoro come quello alla Metropolitan Opera. Due settimane prima che iniziasse a frequentare il conservatorio si recò a New York dove fece un'audizione per il musical Animal Crackers ed ebbe il ruolo di Arabella Rittenhouse. Inseguì quindi la carriera teatrale in questa città.

### Carriera

#### Teatro

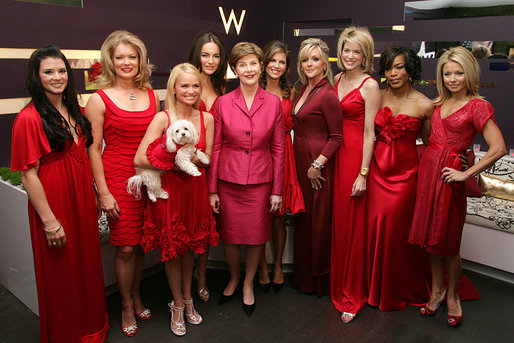
Kristin Chenoweth (con in braccio il suo cane, Madeline Kahn "Maddie" Chenoweth) ad un evento benefico con Laura Bush e alcune famose modelle nel 2007

Chenoweth fece il suo debutto a Broadway in una produzione di Molière Scapino con Bill Irwin a cui seguì nella primavera del 1997 il musical Steel Pier per cui vinse un Theatre World Award. La stagione seguente apparve in Strike up the Band e in A New Brain. Ha anche preso parte più volte al programma radiofonico A Prairie Home Companion.
Tra il 1998 e il 1999 , recitò nel revival di You're a Good Man, Charlie Brown nel ruolo di Sally Brown, grazie a cui guadagnò un Tony e un Drama Desk. Seguirono poi apparizioni in Epic Proportions, e in Wicked nel 2003, in concomitanza con l'uscita del suo album Let Yourself Go, in Candide, diretto da Lonny Price nel 2004, in The Apple Tree nel 2006 e infine nel remake del film di Mel Brooks Frankenstein Junior nel 2008.

#### Cinema e televisione
In ambito televisivo Kristin iniziò a lavorare la sitcom Kristin, per la NBC. Apparve quindi nella sesta stagione di West Wing - Tutti gli uomini del Presidente ottenendo il ruolo di Annabeth Schott. Partecipò ad un episodio di Frasier ed ebbe il ruolo di Marian Paroo nella produzione del 2003 di Meredith Willson The Music Man, in cui recitava anche Matthew Broderick. Nel 2005 Chenoweth apparve nel film di Nora Ephron Vita da strega con Nicole Kidman. Nel 2006, recitò in cinque film e nel 2007 apparve in un episodio di The View e in uno di Ugly Betty. Partecipò anche allo show Pushing Daisies. Nel 2008 ottenne la parte della sorella del personaggio assegnato a Reese Witherspoon in Tutti insieme inevitabilmente. Tra il 2009 e il 2014 ha partecipato a cinque episodi di Glee. Inoltre, ha interpretato nel 2010 Georgia King in Ancora tu! con Kristen Bell, Sigourney Weaver e Betty White.

### Vita privata
Chenoweth ha scritto un'autobiografia, A Little Bit Wicked: Life, Love, and Faith in Stages che è stata nel The New York Times Best Seller List per due settimane. È sposata con Josh Bryant dal 2023.

## Teatro
- Animal Crackers, musiche di Bert Kalmar e Harry Ruby. Paper Mill Playhouse (1993)
- Phantom, musiche di Maury Yeston. North Shore Music Theatre e tournée in Germania (1994-1995)
- Le furberie di Scapino, scritto da Molière. Roundabout Theatre Company (1997)
- A New Brain, musiche di William Finn, regia di Graciela Daniele. Lincoln Center (1998)
- You're a Good Man, Charlie Brown, musiche di Clark Gesner, regia di Michael Mayer. Ambassador Theatre (1999)
- Wicked, musiche di Stephen Schwartz, regia di Joe Mantello. Gershwin Theatre (2003-2004)
- The Apple Tree, musiche di Jerry Bock, regia di Gary Griffin.  Studio 54 (2006-2007)
- Love, Loss and What I Wore, scritto Nora e Delia Ephron, regia di Karen Lynn Carpenter. Westside Theatre (2009)
- Promises, Promises, musiche di Burt Bacharach, regia di Rob Ashford. Broadway Theatre (2010)
- On the Twentieth Century, musiche di Cy Coleman, regia di Scott Ellis. American Airlines Theatre (2015)
- My Love Letter to Broadway, regia di Richard Jay-Alexander. Lunt-Fontanne Theatre (2016)
- Gutenberg! The Musical!, musiche di Scott Brown e Anthony King, regia di Alex Timbers. James Earl Jones Theatre (2023)
- The Queen of Versailles, musiche di Stephen Schwartz, regia di Michael Arden. Emerson Colonial Theatre (2024)

## Filmografia

### Attrice

#### Cinema
- Vita da strega (Bewitched), regia di Nora Ephron (2005)
- Vita da camper (Runaway Vacation), regia di Barry Sonnenfeld (2006)
- Vero come la finzione (Stranger than Fiction), regia di Marc Forster (2006)
- Correndo con le forbici in mano (Running with Scissors), regia di Ryan Murphy (2006)
- La Pantera Rosa (The Pink Panther), regia di Shawn Levy (2006)
- Conciati per le feste (Deck the Halls), regia di John Whitesell (2006)
- Tutti insieme inevitabilmente (Four Christmases), regia di Seth Gordon (2008)
- Ancora tu! (You Again), regia di Andy Fickman (2010)
- Hit and Run, regia di David Palmer e Dax Shepard (2012)
- Weekend in famiglia (Family Weekend), regia di Benjamin Epps (2013)
- Il ragazzo della porta accanto (The Boy Next Door), regia di Rob Cohen (2015)
- Le streghe (The Witches), regia di Robert Zemeckis (2020)
- Holidate, regia di John Whitesell (2020)
- Bros, regia di Nicholas Stoller (2022)
- Our Little Secret, regia di Stephen Herek (2024)
- Wicked, regia di Jon M. Chu (2024)

#### Televisione
- Annie - Cercasi genitori (Annie), regia di Rob Marshall – film TV (1999)
- Kristin – serie TV, 13 episodi (2001)
- Frasier – serie TV, episodio 9x10 (2001)
- Baby Bob – serie TV, episodio 1x06 (2002)
- Sesamo apriti (Sesame Street) – serie TV, episodi 34x11–37x01–37x12 (2003–2006)
- West Wing - Tutti gli uomini del Presidente (The West Wing) – serie TV, 34 episodi (2004–2006)
- Great Performances – serie TV, episodio 33x10 (2005)
- Ugly Betty – serie TV, episodio 1x23 (2007)
- 52nd Drama Desk Awards – speciale TV (2007) – conduttrice
- Pushing Daisies – serie TV, 22 episodi (2007–2009)
- Glee – serie TV, 5 episodi (2009–2014)
- Hot in Cleveland – serie TV, episodio 3x20 (2012)
- Amiche nemiche (Good Christian Bitches) – serie TV, 10 episodi (2012)
- The Good Wife – serie TV, episodi 4x01 – 4x06 (2012)
- Kirstie – serie TV, episodi 1x02–1x07 (2013–2014)
- 69th Tony Awards – speciale TV (2015) – conduttrice
- I Muppet (The Muppets) – serie TV, episodio 1x06 (2015)
- Descendants, regia di Kenny Ortega – film TV (2015)
- Hairspray Live!, regia di Kenny Leon – film TV (2016)
- Younger – serie TV, episodio 4x01 (2017)
- American Gods – serie TV, episodio 1x08 (2017)
- Mom – serie TV, episodio 5x14 (2018)
- Trial & Error – serie TV, 10 episodi (2018)
- A Very Wicked Halloween, regia di Joe Mantello – speciale TV (2018)
- 73rd Tony Awards – speciale TV (2019) – conduttrice
- Schmigadoon! – serie TV, 12 episodi (2021-2023)

### Doppiatrice

#### Cinema
- Space Chimps - Missione spaziale (Space Chimps), regia di Kirk DeMicco (2008)
- Trilli (Tinker Bell), regia di Bradley Raymond (2008)
- Trilli e il tesoro perduto (Tinker Bell and the Lost Treasure), regia di Klay Hall (2009)
- Trilli e il grande salvataggio (Tinker Bell and the Great Fairy Rescue), regia di Bradley Raymond (2010)
- Rio 2 - Missione Amazzonia (Rio 2), regia di Carlos Saldanha (2014)
- Snoopy & Friends - Il film dei Peanuts (The Peanuts Movie), regia di Steve Martino (2015)
- Strange Magic, regia di Gary Rydstrom (2015)
- My Little Pony - Il film (My Little Pony: The Movie), regia di Jayson Thiessen (2017)
- Gli eroi del Natale (The Star), regia di Timothy Reckart (2017)

#### Televisione
- Fillmore! – serie TV, episodio 1x10 (2003)
- Robot Chicken – serie TV, episodi 3x02–9x13 (2007–2018)
- Sit Down, Shut Up – serie TV, 13 episodi (2009)
- BoJack Horseman – serie TV, episodi 1x07–2x09–3x08–4x09–6x02 (2014–2019)
- American Dad! – serie TV, episodio 10x07 (2015)

## Discografia

### Album in studio
- 2001 – Let Yourself Go
- 2005 – As I Am
- 2008 – A Lovely Way to Spend Christmas
- 2011 – Some Lessons Learned
- 2016 – The Art of Elegance
- 2019 – For the Girls
- 2021 – Happiness Is… Christmas!

### Album dal vivo
- 2014 – Coming Home

### Colonne sonore
- 2009 – Glee: The Music, Volume 1
- 2010 – Glee: The Music, Volume 3
- 2011 – Glee: The Music, Volume 6

### Singoli
- 2011 – I Want Somebody (Bitch About)

### Altri brani
- 2015 – Evil Like Me (con Dove Cameron)

## Doppiatrici italiane
Nelle versioni in italiano delle opere in cui ha recitato, Kristin Chenoweth è stata doppiata da:
- Laura Lenghi in Glee, Il ragazzo della porta accanto, Descendants, I Muppet
- Federica De Bortoli in Kristin, West Wing, American Gods
- Tiziana Avarista in Vita da strega, Holidate
- Laura Latini in Pushing Daisies, Amiche nemiche (ep. 1-4)
- Ilaria Latini in Ancora Tu!, Amiche nemiche (ep. 5-10)
- Rossella Acerbo in Vita da camper
- Claudia Balboni in Conciati per le feste
- Francesca Fiorentini in Tutti insieme inevitabilmente
- Giuppy Izzo in Trial & Error
- Giò Giò Rapattoni in Bros
- Maura Cenciarelli in The Good Wife
- Claudia Razzi in Our Little Secret
- Renata Fusco in Wicked

Da doppiatrice è sostituita da:
- Perla Liberatori in Trilli, Trilli e il tesoro perduto, Trilli e il grande salvataggio
- Federica De Bortoli in Space Chimps - Missione spaziale
- Ilaria Latini in BoJack Horseman
- Monica Ward in Rio 2 - Missione Amazzonia
- Fiamma Izzo in Strange Magic
- Tiziana Martello in My Little Pony - Il film

## Riconoscimenti

### Teatro
- Drama Desk Award
  - 1999 – Miglior attrice non protagonista in un musical per You're a Good Man, Charlie Brown
  - 2004 – Candidatura come miglior attrice protagonista in un musical per Wicked
  - 2007 – Candidatura come miglior attrice protagonista in un musical per The Apple Tree
  - 2015 – Miglior attrice protagonista in un musical per On the Twentieth Century
- Outer Critics Circle Award
  - 1999 – Miglior attrice non protagonista in un musical per You're a Good Man, Charlie Brown
  - 2004 – Candidatura come miglior attrice protagonista in un musical per Wicked
  - 2007 – Candidatura come miglior attrice protagonista in un musical per The Apple Tree
  - 2015 – Miglior attrice protagonista in un musical per On the Twentieth Century
- Theatre World Award
  - 1997 – Miglior esordiente a Broadway per Steel Pier
- Tony Award
  - 1999 – Miglior attrice non protagonista in un musical per You're a Good Man, Charlie Brown
  - 2004 – Candidatura come miglior attrice protagonista in un musical per Wicked
  - 2015 – Candidatura come miglior attrice protagonista in un musical per On the Twentieth Century

### Cinema e televisione
- Critics' Choice Television Award
  - 2022 – Candidatura come migliore attrice non protagonista per Schmigadoon!
- People's Choice Award
  - 2012 – Candidatura come miglior guest star TV per Glee
- Primetime Emmy Award
  - 2008 – Candidatura come miglior attrice non protagonista in una serie comica per Pushing Daisies
  - 2009 – Miglior attrice non protagonista in una serie comica per Pushing Daisies
  - 2010 – Candidatura come miglior attrice guest-star in una serie comica per Glee
  - 2011 – Candidatura come miglior attrice guest-star in una serie comica per Glee
- Satellite Award
  - 2008 – Candidatura come miglior attrice non protagonista in una serie televisiva, miniserie o film per la televisione per Pushing Daisies
- Screen Actors Guild
  - 2005 – Candidatura come miglior cast in una serie drammatica per West Wing - Tutti gli uomini del Presidente
  - 2006 – Candidatura come miglior cast in una serie drammatica per West Wing - Tutti gli uomini del Presidente

### Altri premi
- GLAAD Media Award
  - 2011 – Premio "Vanguard"
- Hollywood Walk of Fame
  - 2015 – Riconoscimento
- University of North Carolina School of the Arts
  - 2009 – Dottorato onorario in arti performative